# Касита (Мароко)
Касита (на берберски: ⴽⴰⵙⵉⵜⴰ; на арабски: كاسيطا) е малък град в Североизточно Мароко, разположен на 60 км южно от Средиземно море. Според преброяване от 2004 г. популацията на Касита възлиза на 2126 души.